# NGC 5408
NGC 5408 là một thiên hà bất thường trong chòm sao Bán Nhân Mã. Nó được phát hiện bởi John Herschel vào ngày 5 tháng 6 năm 1834.

## Thông tin nhóm Galaxy
NGC 5408 nằm gần Phân nhóm M83 của Nhóm Centaurus A/M83, một nhóm thiên hà tương đối gần đó. Tuy nhiên, vẫn chưa rõ liệu NGC 5408 có phải là một phần của nhóm hay không.

## Bộ sưu tập

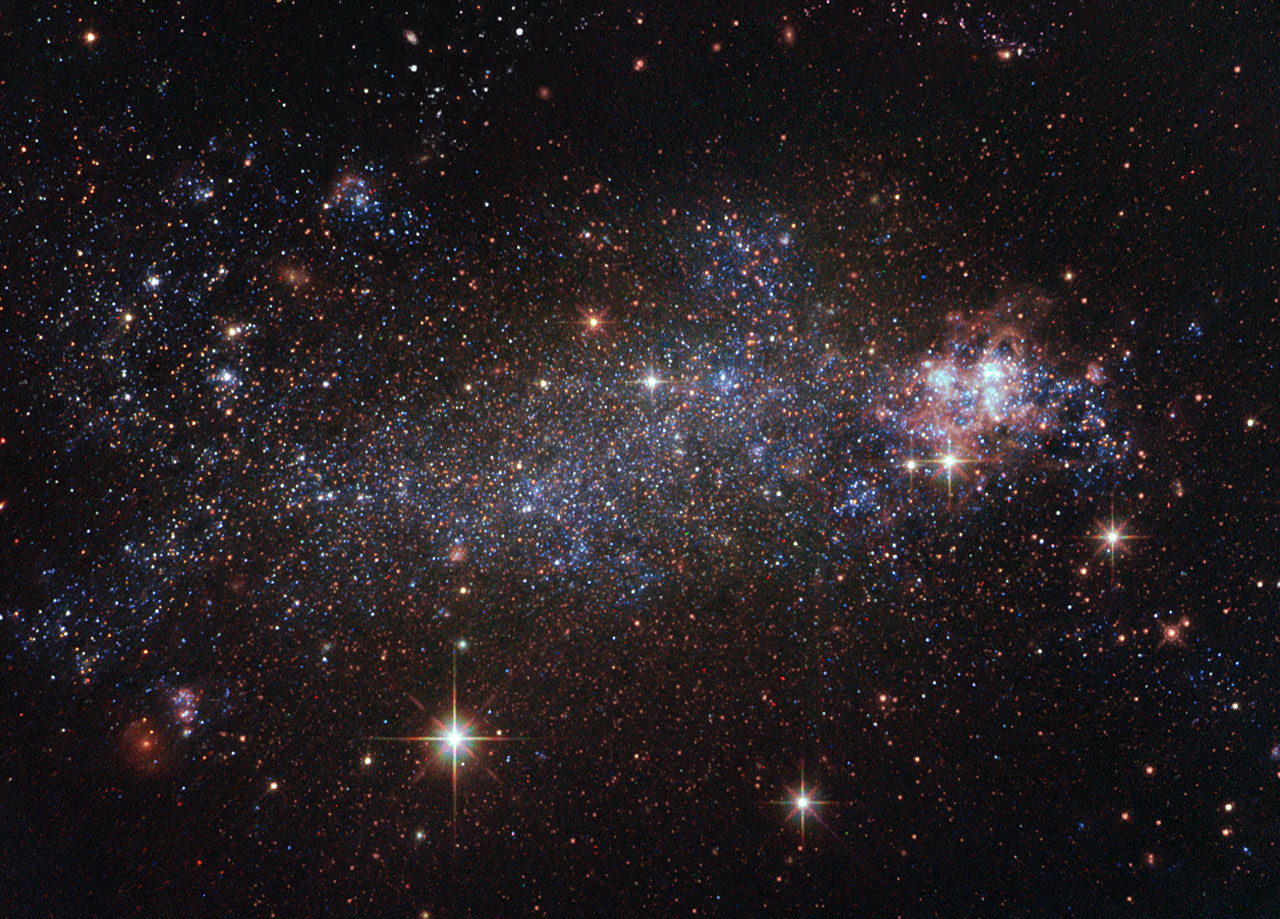
NGC 5408 được liên kết với nguồn tia X siêu quang NGC 5408 X-1.
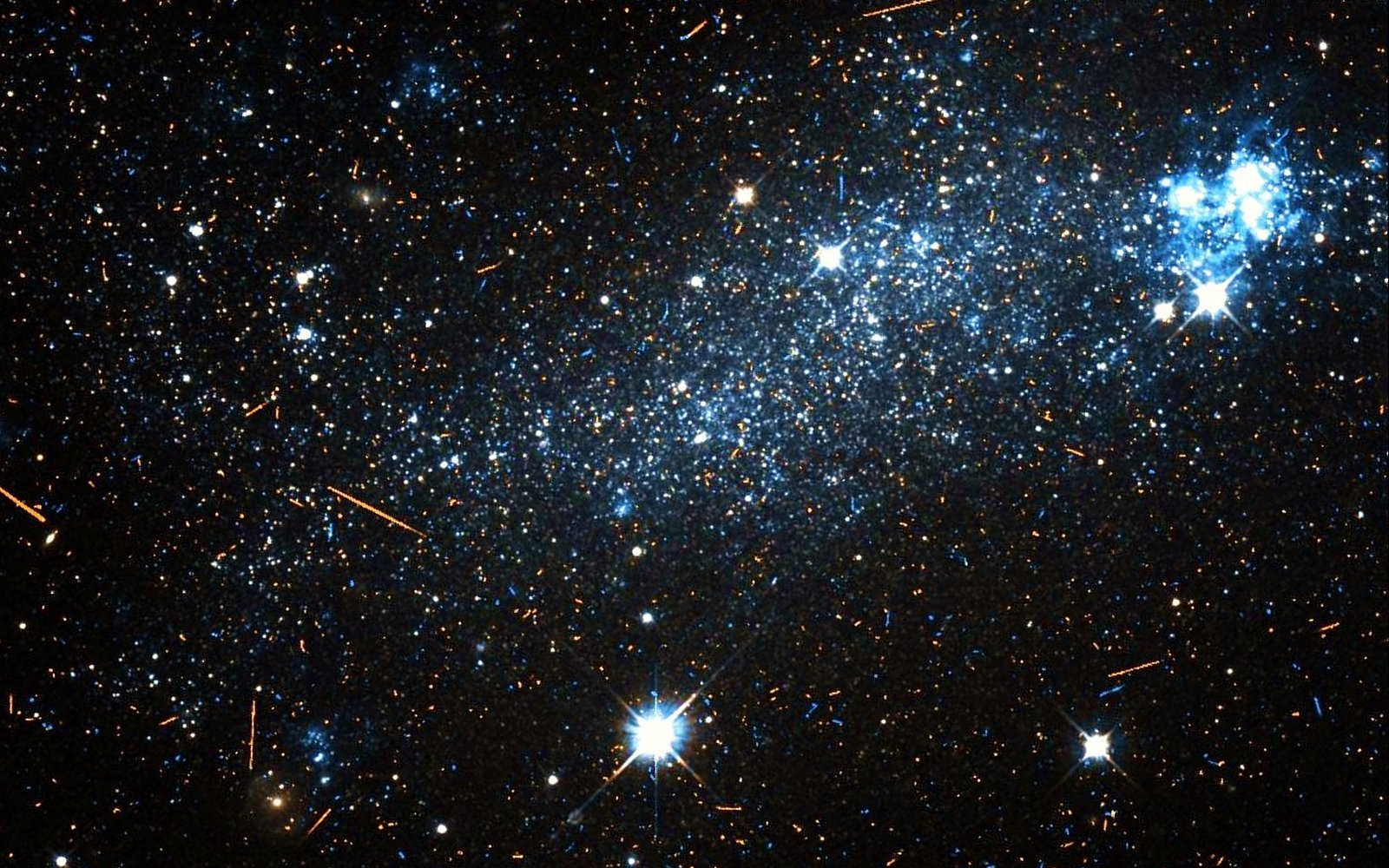
NGC 5408 của HST